# 柴基內 (切爾尼戈夫州)
52°10′3″N 32°59′47″E / 52.16750°N 32.99639°E
柴基内（羅馬化：Chaikyne）是烏克蘭北部切爾尼戈夫州诺夫霍罗德-锡韦尔斯基区诺夫霍罗德-锡韦尔斯基市镇内的村落，始建於1750年，面積0.52平方公里，海拔高度180米，2001年人口1,750，人口密度每平方公里569.2人。